# Temporada 1960-1961 del RCD Espanyol
Dades de la Temporada 1960-1961 del RCD Espanyol.

## Fets Destacats
- 17 d'agost de 1960: Gira europea: FC Zürich 3 - Espanyol 3[4]
- 21 d'agost de 1960: Gira europea: US Boulogne 1 - Espanyol 1[5]
- 24 d'agost de 1960: Gira europea: FC Rouen 0 - Espanyol 2[6]
- 28 d'agost de 1960: Gira europea: Standard Liège 0 - Espanyol 3[7]
- 31 d'agost de 1960: Gira europea: Lierse SK 2- Espanyol 1[8]
- 9 d'octubre de 1960: Lliga: Espanyol 5 - Reial Saragossa 0[9]
- 23 d'abril de 1961: Lliga: Espanyol 5 - Elx CF 2[10]
- 21 de maig de 1961: Copa: FC Barcelona 2 - Espanyol 3[11]
- Del 4 al 26 de juliol de 1961 disputà la segona edició de la International Soccer League als Estats Units amb els següents resultats:[12]
  - Espanyol 1 - Concorde del Canadà 1
  - Espanyol 3 - AS Monaco 1
  - Espanyol 4 - Shamrock Rovers 1
  - Espanyol 2 - Estrella Roja de Belgrad 7
  - Espanyol 1 - Dukla Praga 5
  - Espanyol 0 - Rapid Viena 3
  - Espanyol 4 - Maccabi Petah Tikva FC 1
  - Acabà en cinquena posició al seu grup amb set punts.[13]

## Resultats i Classificació
- Lliga d'Espanya: Desena posició amb 27 punts (30 partits, 12 victòries, 3 empats, 15 derrotes, 46 gols a favor i 46 en contra).
- Copa d'Espanya: Eliminà el CD San Fernando a setzens de final, i el FC Barcelona a vuitens, però fou eliminat pel Reial Betis a quarts de final.

## Plantilla
| P   | Jugador                | Lliga | Lliga | Copa d'Espanya | Copa d'Espanya |
| P   | Jugador                | PJ    | G     | PJ             | G              |
| --- | ---------------------- | ----- | ----- | -------------- | -------------- |
| POR | Joan Visa              | 25    | -36   | 6              | -10            |
| POR | Benet Joanet           | 5     | -10   | -              | -              |
| POR | Alfred Vera            | -     | -     | -              | -              |
| DEF | Joan Bartolí           | 28    | -     | 4              | -              |
| DEF | Antoni Argilés         | 22    | -     | 6              | -              |
| DEF | Amaro Dauder           | 19    | -     | 6              | -              |
| DEF | Abel Hernández         | 5     | -     | 1              | -              |
| MIG | Lluís Muñoz            | 27    | 1     | 5              | 1              |
| MIG | Ángel De Tomás Aguirre | 24    | -     | 4              | -              |
| MIG | José Sastre            | 23    | 4     | 6              | 1              |
| MIG | Decio Cuaresma Recaman | 21    | 4     | -              | -              |
| MIG | Josep Sánchez Boy      | 9     | 1     | -              | -              |
| MIG | Joan Josep Barberà     | 8     | -     | 2              | -              |
| MIG | Víctor Manuel Rivas    | 7     | -     | -              | -              |
| MIG | Antoni Campos          | 1     | -     | 4              | 1              |
| MIG | Llibert Tomàs          | -     | -     | -              | -              |
| DAV | Antoni Camps           | 25    | 10    | 6              | 2              |
| DAV | Carlos Torres          | 18    | 5     | 5              | 2              |
| DAV | Ernest Domínguez       | 18    | 2     | 3              | -              |
| DAV | Índio                  | 17    | 8     | -              | -              |
| DAV | Josep Ribera           | 15    | 6     | 3              | -              |
| DAV | Óscar Coll             | 11    | 3     | -              | -              |
| DAV | José María Moreno      | 2     | -     | -              | -              |
| DAV | Josep Viñas            | -     | -     | 5              | -              |